# Michèle Artigue
Michèle Artigue (Bordères-sur-l'Échez, 31 de agosto de 1946) é uma pesquisadora matemática francesa, uma das responsáveis pelo estabelecimento pelo método e teoria da engenharia didática.